# Rudolf von Normann
Pour l’article homonyme, voir Normann.
Rudolf Carl Friedrich Ernst von Normann (né le 2 mai 1806 à Stettin, mort le 18 juin 1882 à Dessau) est un peintre, lithographe et graveur allemand.

## Biographie
Carl Friedrich Rudolf Ernst von Normann, descendant de la famille noble de Poméranie-Rügen von Normann, est le fils du lieutenant prussien Carl Wilhelm von Normann (mort en 1806) et de son épouse Friedericke Luise von Owstin (de) (1784-1847). Elle se remarie le 30 mars 1811 à Stettin avec l'officier prussien Felix von Borcke (de). Son fils, le futur Generalleutnant prussien Ferdinand von Borcke (de), est le demi-frère de Norman. Un changement de garnison fait que la famille déménage de Berlin à Düsseldorf en 1817, où Normann fréquente le Lyzeum. Pour l'année scolaire 1823-1824, après un nouveau changement de garnison, il est inscrit au lycée royal de Coblence (de).
À l'automne 1827, il rejoint le 2e régiment de grenadiers de la Garde à Berlin. Le 16 mai 1832, il est sous-lieutenant, le 13 mai 1845 premier lieutenant au 4e régiment d'infanterie de la Garde Landwehr à Düsseldorf.

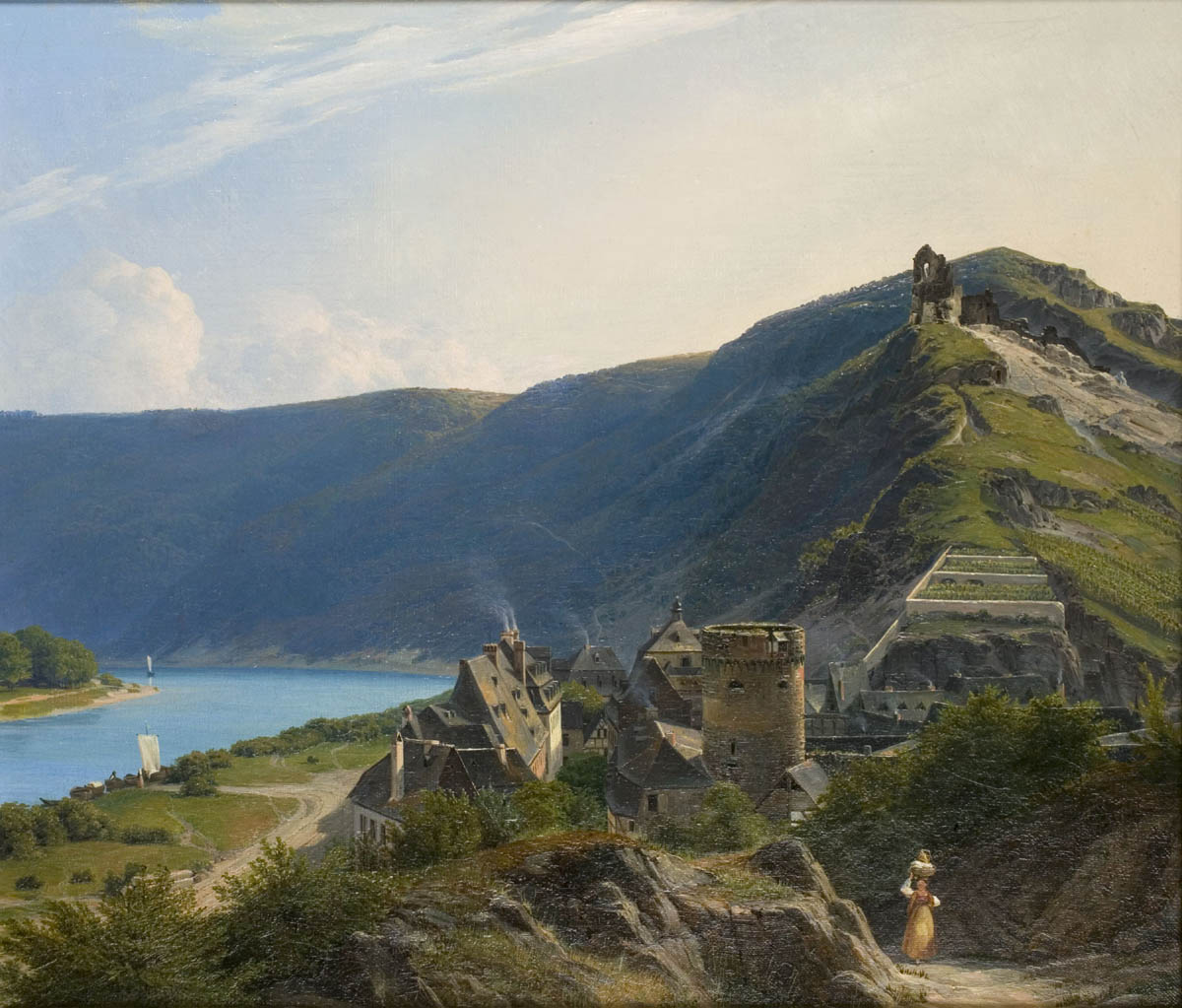
Trarbach an der Mosel, 1834

Parallèlement à sa carrière militaire, qu'il quitte le 26 mai 1847, il se tourne vers les beaux-arts à Düsseldorf. De 1834 à 1843, il étudie à l'Académie des beaux-arts de Düsseldorf, après avoir fréquenté l'école de dessin du dimanche en tant qu'élève de Karl Friedrich Schäffer (de), Ernst Carl Thelott et Lambert Cornelius (de). Il suit surtout les cours de peinture paysagiste de Johann Wilhelm Schirmer. En 1835, il entreprend un voyage d'études en Suisse. En 1843, Wilhelm von Schadow lui enseigne dans sa classe de maître. En 1844, avec Wilhelm Camphausen, Henry Ritter, Rudolf Jordan, Hans Fredrik Gude, Frederik Nicolai Jensen und Gustav Jacob Canton, von Normann fonde le groupe démocrate et académicien Crignic, dont le nom est composé des initiales des membres. Ce groupe est considéré comme le précurseur de Malkasten, fondée en 1848, dont von Normann sera aussi membre. En 1859, il habite au Feldstraße 30 à Pempelfort, la maison du doreur Anton Kraus, dans laquelle vit également le peintre paysagiste Friedrich Wilhelm von Winterfeldt (de). Il s'intéresse également au théâtre et à la musique, avec de fréquentes visites au théâtre de Düsseldorf (de), où Carl Leberecht Immermann joue des pièces et Felix Mendelssohn dirige l'opéra.
Le prince Charles-Antoine de Hohenzollern-Sigmaringen, avec qui il est un ami proche, recommande Normann à Léopold IV d'Anhalt, qui le nomme intendant du théâtre de la cour en 1866 et chambellan en 1867. En 1874, Normann travaille également sur l'architecture du château de Dessau (de).